# 1115

## Události
- leden – kníže Vladislav I. vyjednával se Soběslavem v Polsku
- březen – Soběslav povolán do zemí českých, kde mu byl vykázán úděl labský a poté Brněnsko a Znojemsko.
- 25. červen – Sv. Bernard založil klášter Clairvaux.
- založen benediktinský klášter v Kladrubech
- první písemná zmínka o Městě Touškově
- první písemná zmínka o Benešovicích
- první písemná zmínka o Černošicích
- první písemná zmínka o Poděvousích
- založen cisterciácký klášter Morimond
- první písemná zmínka o Lubenci
- první písemná zmínka o Líštanech

## Narození
- 18. dubna – Gertruda Saská, bavorská a saská vévodkyně a rakouská markraběnka, dcera císaře Lothara III. († 18. dubna 1143)
- ? – Berenguer Ramon I. Provensálský, provensálský hrabě († 1144)
- ? – Raimond II. z Tripolisu, vládce křižáckého hrabství Tripolis († 1152)
- ? – Jan ze Salisbury, anglický katolický duchovní, diplomat a filosof († 25. října 1180)

## Úmrtí
- 24. července – Matylda z Canossy, markraběnka toskánská (* 1046)
- 22. prosince – Olaf Magnusson, norský král (* 1099)
- duben – Adéla Flanderská, dánská královna, vévodkyně z Apulie a Kalábrie (* 1064?)
- ? – Vladislav Přemyslovec, syn brněnského údělného knížete (* 1110)

## Hlavy států
- České knížectví – Vladislav I.
- Svatá říše římská – Jindřich V.
- Papež – Paschalis II.
- Anglické království – Jindřich I. Anglický
- Francouzské království – Ludvík VI. Francouzský
- Polské knížectví – Boleslav III. Křivoústý
- Uherské království – Koloman
- Byzantská říše – Alexios I. Komnenos
- Jeruzalémské království – Balduin I.